# جيوفري بورتون
جيوفري بورتون (14 ديسمبر 1909 - 4 أبريل 1986) (بالإنجليزية: Geoffrey Burton)‏ هو لاعب كريكت بريطاني.

## وصلات خارجية
- جيوفري بورتون على موقع إي آس بي آن كريك إنفو (الإنجليزية)